# Esmaël Gonçalves
Esmaël Gonçalves (Bissau, 25 juni 1991) is een Guinee-Bissaus voetballer die als aanvaller speelt bij Chennaiyin FC.

## Clubcarrière
Gonçalves begon zijn carrière in 2011 bij OGC Nice. Gonçalves speelde tevens voor clubs uit Portugal, Schotland, Cyprus, Griekenland, Saoedi-Arabië, Oezbekistan, Iran, Japan en India.

## Interlandcarrière
Gonçalves maakte op 22 maart 2018 zijn debuut in het Guinee-Bissaus voetbalelftal tijdens een vriendschappelijke wedstrijd tegen Burkina Faso.